# Security insight
Security insight ist eine sechsmal im Jahr erscheinende Fachzeitschrift für Unternehmenssicherheit. Sie erschien erstmals im Februar 2008 im Sicherheits-Fachverlag Heide & Klaus, der auch die Fachzeitschrift SicherheitsPraxis herausgibt und im April 2013 umfirmiert hat in ProSecurity Publishing GmbH & Co. KG. Chefredakteur ist Peter Niggl.

## Konzept
Die Zeitschrift richtet sich an Sicherheits-Entscheider in Industrie, Wirtschaft, Verbänden, Organisationen und Behörden. Die Zeitschrift berichtet über Neuentwicklungen der herstellenden Industrie, zeigt Sicherheitslösungen aus der Praxis für die Praxis und informiert über aktuelle Dienstleistungen und Consulting-Themen. 